# برینیاه
برینیاه (به آلمانی: Brinjahe) یک شهر در آلمان است که در رندسبورگ-اکرنفورده واقع شده‌است. برینیاه ۱۳۲ نفر جمعیت دارد.